# Halterofilismo nos Jogos Olímpicos de Verão da Juventude de 2018
As competições de halterofilismo nos Jogos Olímpicos de Verão da Juventude de 2018 ocorreram entre 7 e 13 de outubro em um total de doze eventos. As competições aconteceram no Pavilhão Europa localizado no Parque Olímpico da Juventude, em Buenos Aires, Argentina.

## Calendário
| Outubro        | 6 | 7 | 8 | 9 | 10 | 11 | 12 | 13 | 14 | 15 | 16 | 17 | 18 |
| -------------- | - | - | - | - | -- | -- | -- | -- | -- | -- | -- | -- | -- |
| Halterofilismo |   | 2 | 2 | 2 |    | 2  | 2  | 2  |    |    |    |    |    |

|  | Dia de competição |  | Dia de final |

## Medalhistas

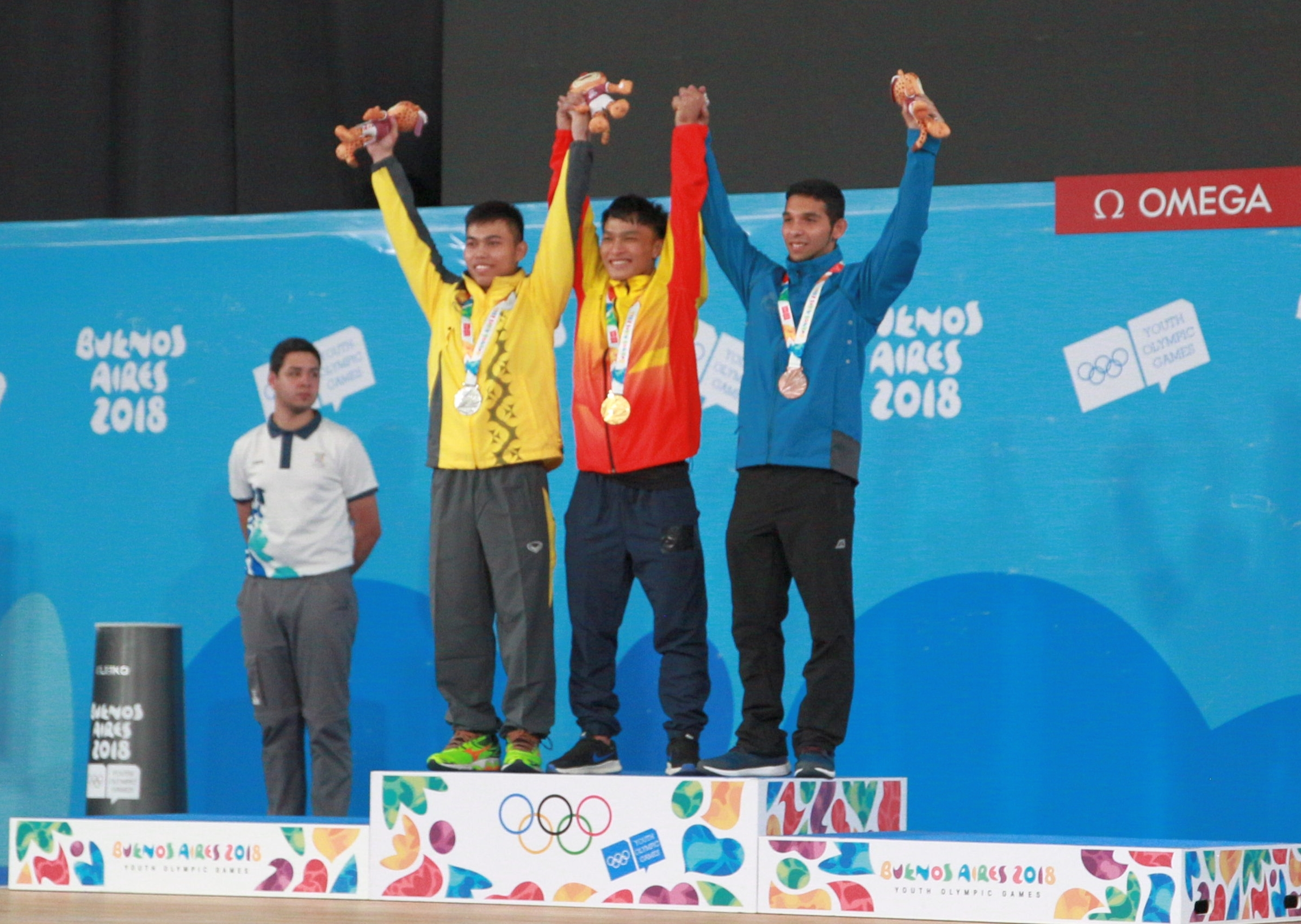
56 kg
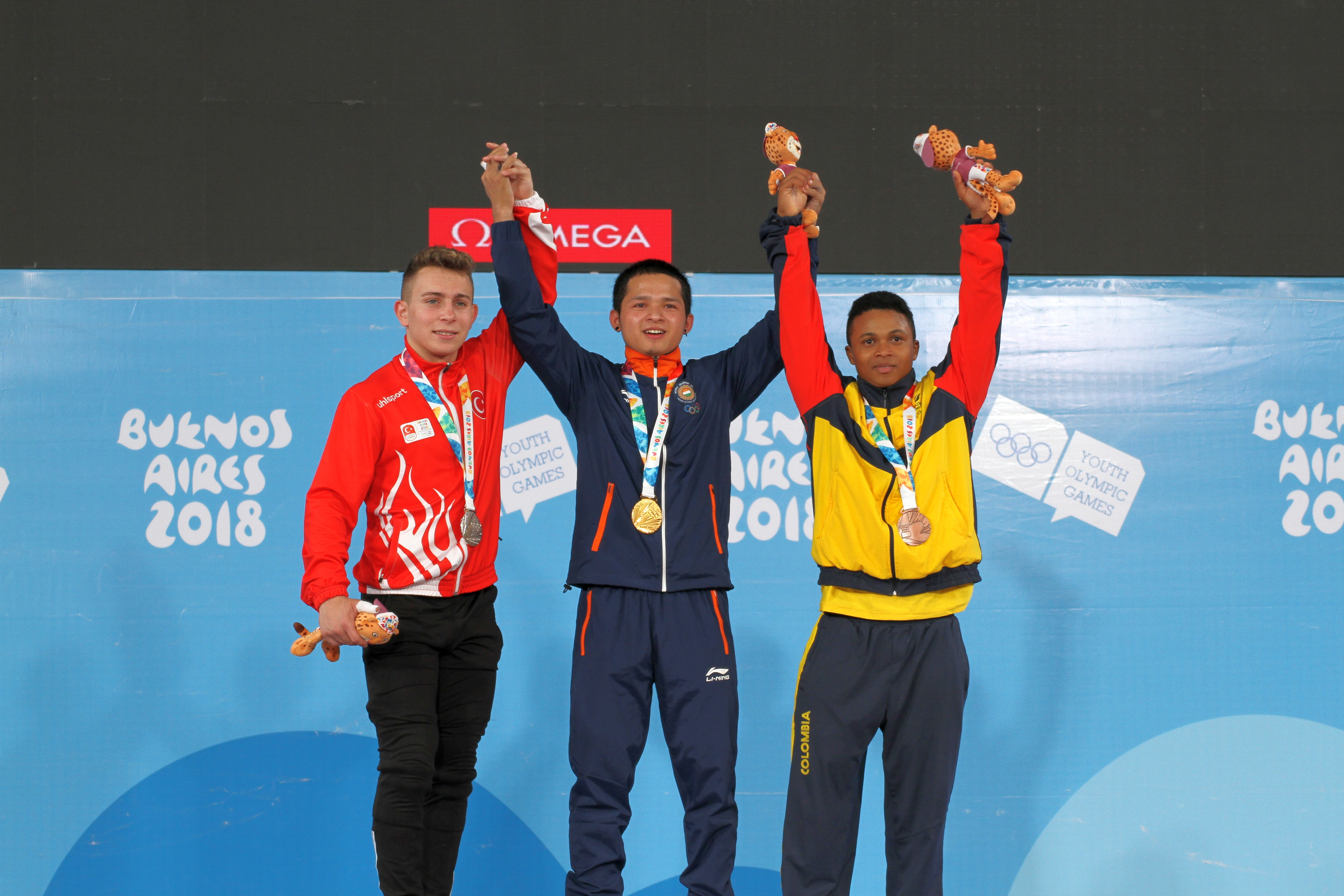
62 kg

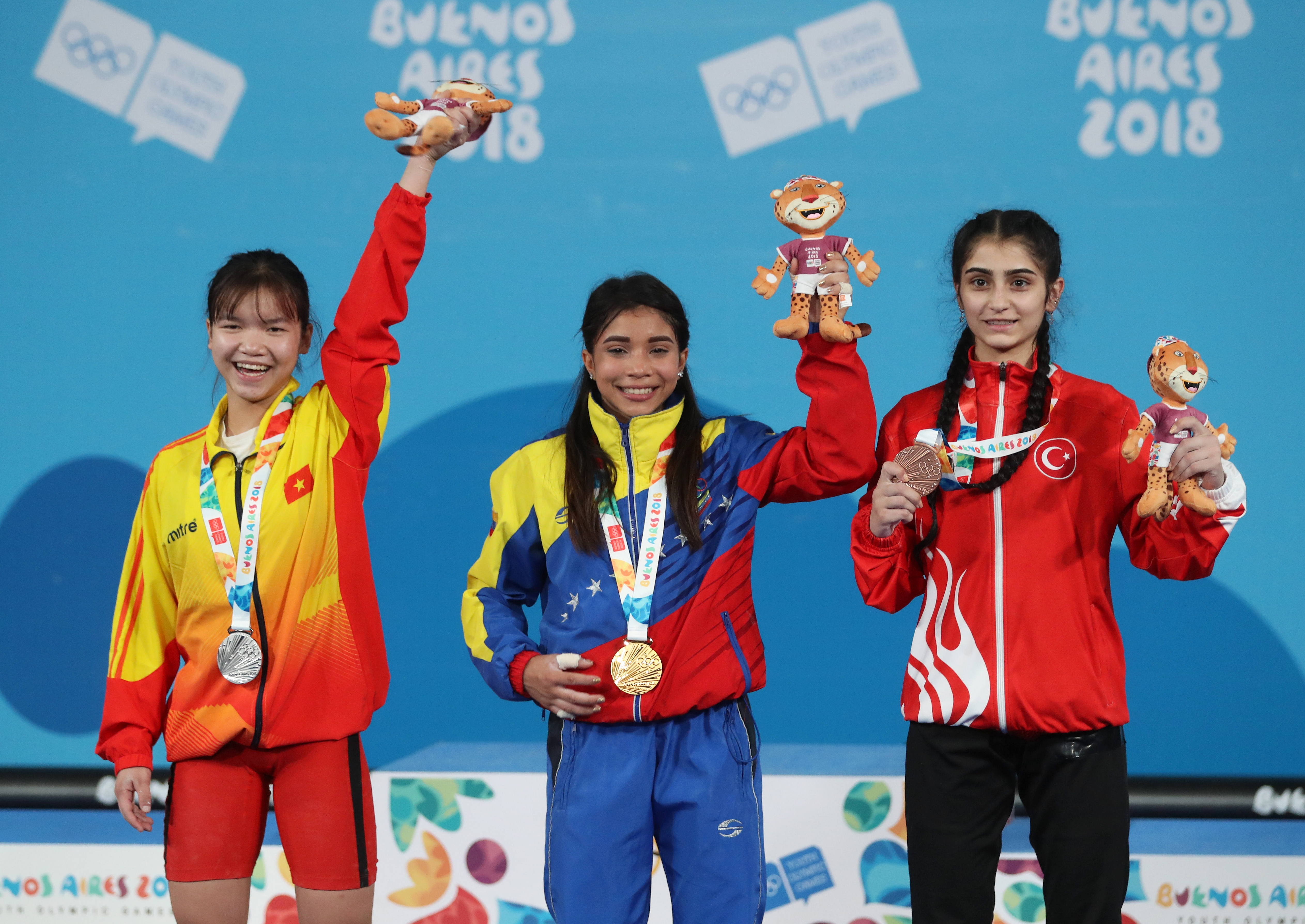
44 kg
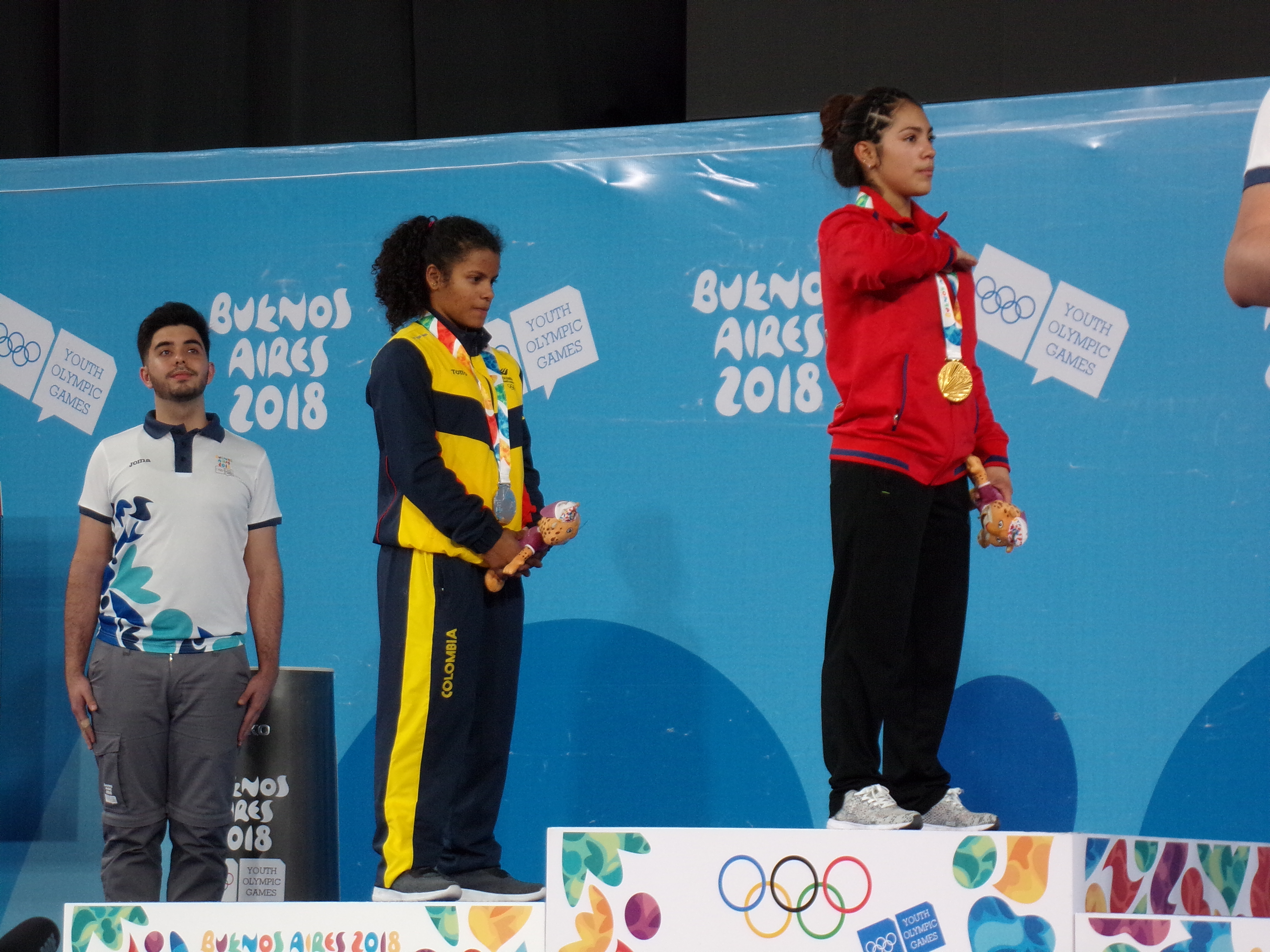
48 kg
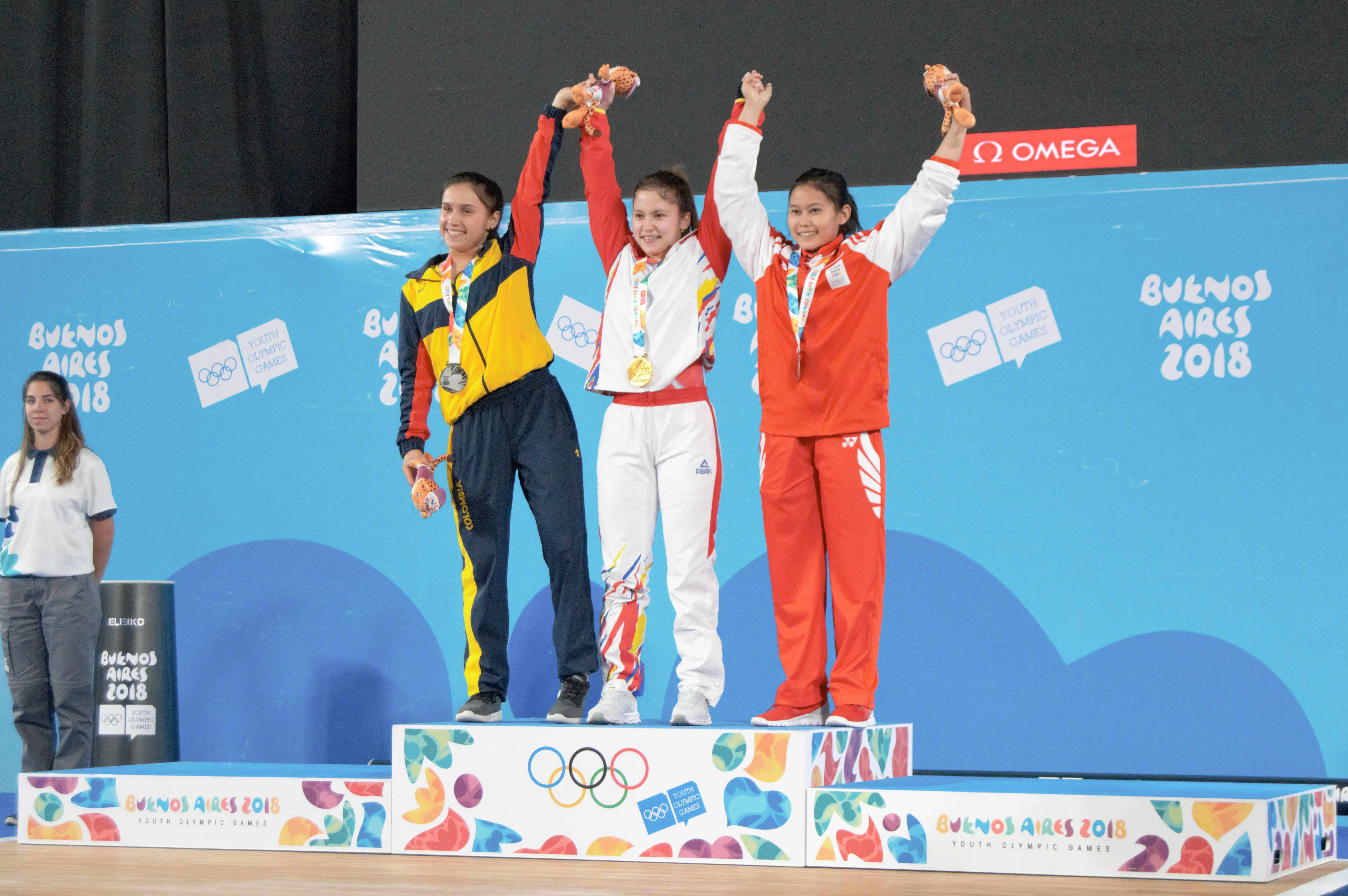
53 kg
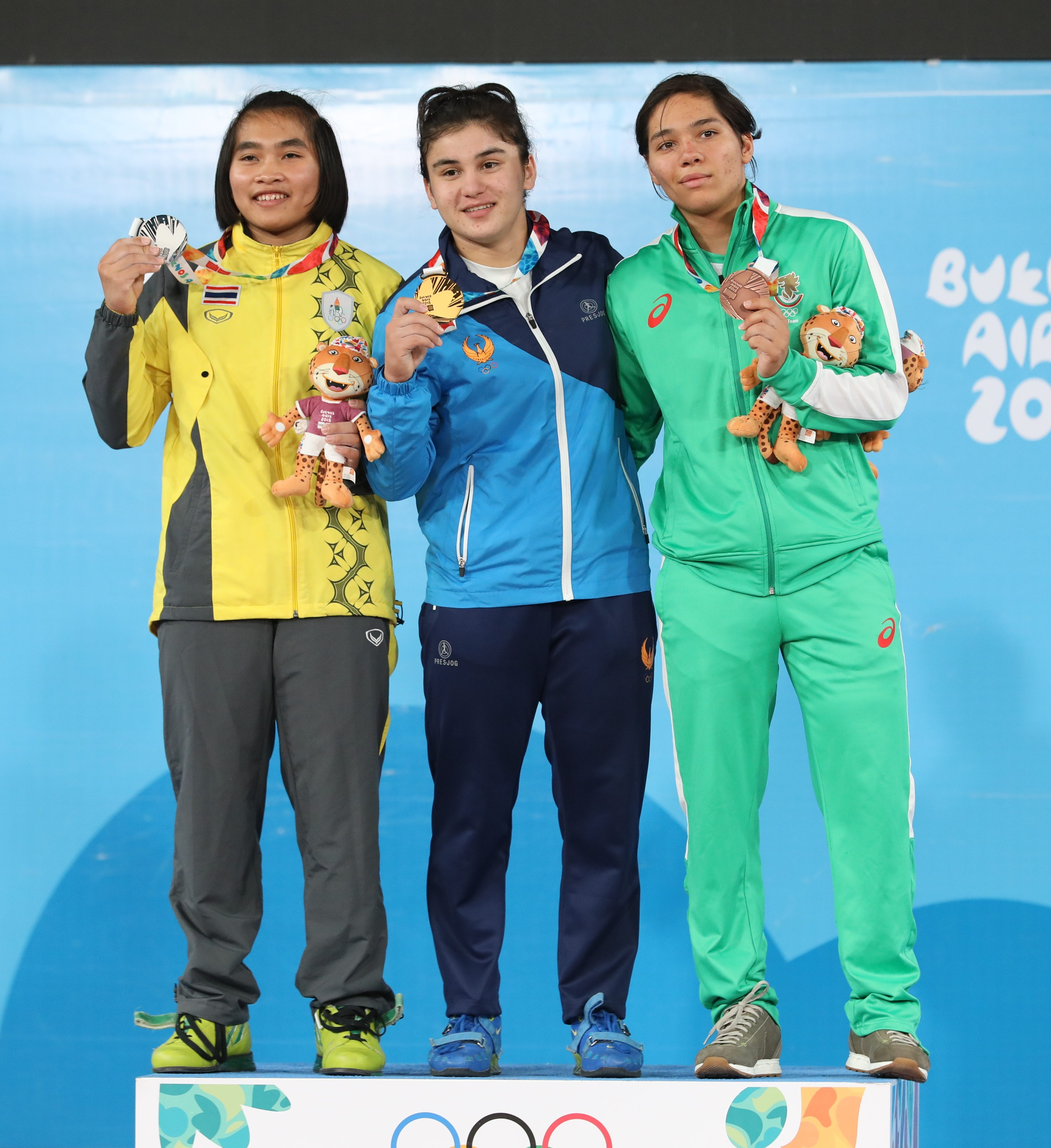
63 kg

Masculino
| Evento                 | Ouro                              | Prata                                      | Bronze                                 |
| ---------------------- | --------------------------------- | ------------------------------------------ | -------------------------------------- |
| Até 56 kg detalhes     | Ngô Sơn Đình VIE Vietnã           | Natthawat Chomchuen THA Tailândia          | František Polák CZE Chéquia            |
| Até 62 kg detalhes     | Lalrinnunga Jeremy IND Índia      | Caner Toptaş TUR Turquia                   | Estiven Villar COL Colômbia            |
| Até 69 kg detalhes     | Muhammed Furkan Özbek TUR Turquia | Archil Malakmadze GEO Geórgia              | Mauricio Canul MEX México              |
| Até 77 kg detalhes     | Karen Margaryan ARM Armênia       | Mukhammadkodir Toshtemirov UZB Uzbequistão | Abdalla Galal Mostafa EGY Egito        |
| Até 85 kg detalhes     | Cristiano Ficco ITA Itália        | Tarmenkhan Babayev AZE Azerbaijão          | Ali Yousef Alothman KSA Arábia Saudita |
| Mais de 85 kg detalhes | Alireza Yousefi IRI Irã           | Hristo Hristov BUL Bulgária                | Enzo Kuworge NED Países Baixos         |

- 56 kg
- 62 kg

Feminino
| Evento                 | Ouro                                   | Prata                            | Bronze                               |
| ---------------------- | -------------------------------------- | -------------------------------- | ------------------------------------ |
| Até 44 kg detalhes     | Katherin Echandía VEN Venezuela        | Nguyễn Thị Thu Trang VIE Vietnã  | Nida Karasakal TUR Turquia           |
| Até 48 kg detalhes     | Yesica Hernández MEX México            | Yineth Santoya COL Colômbia      | Mihaela Valentina Cambei ROU Romênia |
| Até 53 kg detalhes     | Sabina Baltag ROU Romênia              | Kely Juncar COL Colômbia         | Nur Vinatasari INA Indonésia         |
| Até 58 kg detalhes     | Ghofrane Belkhir TUN Tunísia           | Neama Fahmi Said EGY Egito       | Peyton Brown USA Estados Unidos      |
| Até 63 kg detalhes     | Kumushkhon Fayzullaeva UZB Uzbequistão | Thipwara Chontavin THA Tailândia | Galya Shatova BUL Bulgária           |
| Mais de 63 kg detalhes | Supatchanin Khamhaeng THA Tailândia    | Dilara Narin TUR Turquia         | Dolera Davronova UZB Uzbequistão     |

- 44 kg
- 48 kg
- 53 kg
- 63 kg

## Quadro de medalhas
| Ordem | País               | Medalha de ouro | Medalha de prata | Medalha de bronze |    |
| ----- | ------------------ | --------------- | ---------------- | ----------------- | -- |
| 1     | TUR Turquia        | 1               | 2                | 1                 | 4  |
| 2     | THA Tailândia      | 1               | 2                |                   | 3  |
| 3     | UZB Uzbequistão    | 1               | 1                | 1                 | 3  |
| 4     | VIE Vietnã         | 1               | 1                |                   | 2  |
| 5     | MEX México         | 1               |                  | 1                 | 2  |
|       | ROU Romênia        | 1               |                  | 1                 | 2  |
| 7     | ARM Armênia        | 1               |                  |                   | 1  |
|       | IND Índia          | 1               |                  |                   | 1  |
|       | IRI Irã            | 1               |                  |                   | 1  |
|       | ITA Itália         | 1               |                  |                   | 1  |
|       | TUN Tunísia        | 1               |                  |                   | 1  |
|       | VEN Venezuela      | 1               |                  |                   | 1  |
| 13    | COL Colômbia       |                 | 2                | 1                 | 3  |
| 14    | BUL Bulgária       |                 | 1                | 1                 | 2  |
|       | EGY Egito          |                 | 1                | 1                 | 2  |
| 16    | AZE Azerbaijão     |                 | 1                |                   | 1  |
|       | GEO Geórgia        |                 | 1                |                   | 1  |
| 18    | KSA Arábia Saudita |                 |                  | 1                 | 1  |
|       | USA Estados Unidos |                 |                  | 1                 | 1  |
|       | INA Indonésia      |                 |                  | 1                 | 1  |
|       | NED Países Baixos  |                 |                  | 1                 | 1  |
|       | CZE Chéquia        |                 |                  | 1                 | 1  |
| TOTAL | TOTAL              | 12              | 12               | 12                | 36 |